# Baki (prénom)
Pour les articles homonymes, voir Baki.
Baki est un prénom arabe venant du mot bouka, qui signifie des pleurs. 
C'est aussi le diminutif d'un autre prénom arabe, Abd el Baki qui signifie Serviteur de celui qui reste, Baki étant le verbe rester en arabe.

## Personnalités portant ce prénom
- Pour l'ensemble des articles sur les personnes portant ce prénom, consulter :
  - la liste des articles dont le titre commence par ce prénom
  - les listes produites par Wikidata : Liste des personnes de prénom « Baki » — même liste en incluant les éventuels prénoms composés qui contiennent « Baki ».